# Pribinovy slavnosti
Pribinovy slavnosti (12. - 15. srpen 1933) byly oslavy 1100. výročí vysvěcení prvního křesťanského kostela ve střední Evropě [který?] v Nitře. Původně šlo o církevní slavnosti, biskupové vyzývali k účasti věřící pastýřským listem. Nad organizací oslav převzala ke konci kontrolu pražská vláda, která z programu vyloučila účast slovenských autonomistů a podle části organizátorů měla manifestovat také česko-slovenskou vzájemnost. Z účasti byl vyloučen také Andrej Hlinka, který byl v té době předsedou největší slovenské katolické organizace Spolku sv. Vojtěcha. 
Dne 13. srpna 1933 shromáždění ovládli demonstranti a změnili ho na autonomistickou manifestaci. Organizátoři byli nuceni odevzdat řízení A. Hlinkovi, který z tribuny přečetl a dal schválit deklaraci, která se odvolávala na svébytnost slovenského národa a požadovala naplnění Pittsburské dohody. Organizátoři a účastníci manifestace byli pronásledováni policií, vězněni a zbavováni zaměstnání. Informace o událostech byly cenzurovány, avšak díky přítomnosti zahraničních novinářů měly ohlas v mezinárodním tisku. Manifestace se zúčastnil také Jozef Tiso, který 20. října 1933 v Národním shromáždění pronesl projev obhajující legitimitu oslav, popírající jejich protistátnost a kritizoval perzekuce. Slavnosti se dále zúčastnil papežský nuncius  Mons. Pietro Ciriaci, který odevzdal Hlinkovi pochvalný dopis za obhajobu práv katolických Slováků.
| „                                                       | Čo sa stalo v Nitre? Myslím, že česká verejnosť nevie, čo sa tam stalo. Bolo prečítané v Nitre medzi inými (Čujme!) toto: "My, národ slovenský, hrdý na svoju 1100-ročnú národnú i kresťanskú minulosť, Božou Prozreteľnosťou dnes oslobodení a do Československej republiky včlenení , osvedčujeme sa, že v tejto republike chceme žiť a štát tento považovať za svoj." Bola to vzbura proti štátu, bola to revolúcia proti štátu? "Tu chceme nájsť svoje národné blaho. Avšak, keď republiku Československú považujeme pre nás za jedine možný štátny útvar, vyhlasujeme, že v štáte tomto chceme vidieť svoju budúcnosť nielen ako národ svojprávny a nielen ako národ rovnoprávny s národom českým, ale aj ako národ samobytný, samostatný, ktorý sám chce spravovať svoje veci a sám chce riadiť osud svoj!" Toto je Nitra. A teraz pod touto Nitrou čo sa robí na Slovensku? Zastavili nám všetky časopisy, takmer zakazujú nám zhromažďovanie, (Výkriky poslancov slovenskej strany ľudovej). Žalárujú nám ľudí, povzbavujú chleba, vyháňajú do ničomnej mizérie otcov [rodín], a pod terorom držia obsadené Slovensko. | “ |
| — Jozef Tiso, parlamentní projev, 20. říjen 1933, Praha | |   |